# Comité olympique égyptien
Le Comité olympique égyptien  est le représentant de l'Égypte au Comité international olympique (CIO). Il appartient à l'Association des comités nationaux olympiques d'Afrique et son président est Hesham Mohamed Tawfeq Hatab.

## Histoire
Le comité est fondé au sein du khédivat d'Égypte en 1910 et est reconnu par le Comité international olympique la même année.
L'Égypte participe à ses premiers Jeux olympiques en 1912 à Stockholm.
De 1958 à 1971, ce CNO est celui de la République arabe unie, mais la Syrie en fait sécession en 1961 et il n'est pas clair si des athlètes syriens ont fait partie de la délégation aux Jeux de Rome en 1960 (un athlète de Damas était inscrit mais n'a pas participé aux épreuves).

## Présidents
Les présidents du Comité sont, :
- juin 1910 - mai 1934 : Prince Omar Toussoun
- mai 1934 - janvier 1938 : Prince Mohamed Abdel Moneim
- janvier 1938 - mai 1946 : Prince Ismail Dawoud
- mai 1946 - avril 1954 : Muhammad Tahir Pacha
- avril 1954 - mars 1960 : Abdel Rahman Amin
- mars 1960 - octobre 1962 : Hussein El Shafei
- octobre 1962 - mars 1967 : Taalat Khairy
- mars 1967 - juillet 1971 : Mohamed Safieldine Abouelezz
- juillet 1971 - janvier 1972 : Moustaffa Kamal Tolbah
- janvier 1972 - janvier 1974 : Abdel Moneim Wahby
- janvier 1974 - 1978 : Mohamed Ahmed Mohamed
- 1978 - 1985 : Abdel Azim Ashry
- 1985 - 1990 : Abdel Karim Darwish
- 1990 - 1993 : Mounir Sabet
- 1993 - 1996 : Jamal Eidin Ahmed Moukhtar
- 1996 - 2009 : Mounir Sabet
- 2009 - 2013 : Mahmoud Ahmad Ali
- 2013 - 2015 : Khaled Zein El Din
- depuis 2015 : Hesham Mohamed Tawfeq Hatab